# Hyperstéréoscopie
 (février 2024).
Si vous disposez d'ouvrages ou d'articles de référence ou si vous connaissez des sites web de qualité traitant du thème abordé ici, merci de compléter l'article en donnant les références utiles à sa vérifiabilité et en les liant à la section « Notes et références ».
Une image en hyperstéréoscopie est un couple stéréoscopique dont l'effet de relief a été volontairement étendu à de plus grandes distances au moment de la prise de vue par une augmentation de la base stéréoscopique (ce qui peut provoquer un décalage temporel, avantage utilisé en blink-microscopie).
Cette technique est intéressante pour montrer de vastes paysages avec un relief spectaculaire, très riche en informations géographiques qui seraient invisibles avec le simple écartement des yeux.
Tous les objets apparaissent alors de dimension réduite : on parle de maquettisation ou effet de maquette.
Ces images sont diffusées comme des couples stéréoscopiques ordinaires : observation au stéréoscope, projection en relief stéréoscopique, anaglyphes.